# Nimzoindiai védelem
 Ez a cikk a sakkjátszmák algebrai lejegyzését alkalmazza.
|    | |    |    |    |    |    |    |
|    | \| \| \| \| \| \| \| \| \| \| \| \| \| \| \| \| \| \| \| \| \| \| \| \| \| \| \| \| \| \| \| \| \| \| \| \| \| \| \| \| \| \| \| \| \| \| \| \| \| \| \| \| \| \| \| \| \| \| \| \| \| \| \| \| \| \| \| \| \| \| \| \| |    |    |    |    |    |    |
|    | |    |    |    |    |    |    |
| a8 | b8 | c8 | d8 | e8 | f8 | g8 | h8 |
| a7 | b7 | c7 | d7 | e7 | f7 | g7 | h7 |
| a6 | b6 | c6 | d6 | e6 | f6 | g6 | h6 |
| a5 | b5 | c5 | d5 | e5 | f5 | g5 | h5 |
| a4 | b4 | c4 | d4 | e4 | f4 | g4 | h4 |
| a3 | b3 | c3 | d3 | e3 | f3 | g3 | h3 |
| a2 | b2 | c2 | d2 | e2 | f2 | g2 | h2 |
| a1 | b1 | c1 | d1 | e1 | f1 | g1 | h1 |

| a8 | b8 | c8 | d8 | e8 | f8 | g8 | h8 |
| a7 | b7 | c7 | d7 | e7 | f7 | g7 | h7 |
| a6 | b6 | c6 | d6 | e6 | f6 | g6 | h6 |
| a5 | b5 | c5 | d5 | e5 | f5 | g5 | h5 |
| a4 | b4 | c4 | d4 | e4 | f4 | g4 | h4 |
| a3 | b3 | c3 | d3 | e3 | f3 | g3 | h3 |
| a2 | b2 | c2 | d2 | e2 | f2 | g2 | h2 |
| a1 | b1 | c1 | d1 | e1 | f1 | g1 | h1 |

A nimzoindiai védelem egy népszerű sakkmegnyitás, amely Aaron Nimzowitsch dán nagymesterhez kötődik. Az alapállás 1.d4 Hf6 2.c4 e6 3.Hc3 Fb4, innen kezdődnek a különböző eltérések. Legnépszerűbb lépés itt a 4.e3 vagy a 4.Vc2. A megnyitás indiai jellegét az adja, hogy sötét a vezérszárnyon hoz létre fianchettót a futó b7-re helyezésével, ezzel is az e4 centrummezőt támadva.
A megnyitások legtöbbjében a centrum birtoklásáért folyik a küzdelem. A legszemléletesebben és mindenki által könnyen figyelemmel kísérhető módon történik ez a nimzoindiai védelemben. Sötét terve, hogy megakadályozza világos e4 lépését, ezzel a centrum elfoglalását. Ugyanakkor a c3-huszár leütése esetén a létrejövő c-duplagyalog révén szerkezeti gyengeséget is okoz a világos gyalogállásban. Sötét úgy használhatja ki a számára legkedvezőbb módon a kettős c-gyalog gyengeségét, ha ki tudja kényszeríteni világos d4-d5 lépését, anélkül, hogy ő maga c7-c5-öt játszana. Ekkor a c5 mezőt huszárral tudja megszállni, majd c6-tal akciót indíthat a c vonalon. A világos d5-gyalog cseréje esetén a c vonalon védtelenül marad világos kettős gyalogja. A másik lehetséges elgondolás sötét részéről, hogy a c5 lépéssel rögzíti (blokálja) világos kettős gyalogját. Utána b6, Fa6, Hc6-a5 fenyegethet, majd a c vonali nyomás adott esetben Bc8 és cd4: útján fokozható.
Világos fenntarthatja a c3-c4-d4-e4 (e3) gyalogállását, és a francia védelemből is ismert c2-c3-d4-e5-ös gyalogformációval világos terve a királyszárnyi támadás lehet, kihasználva a megmaradó futópárját és a világos mezőkön mozgó sötét futó hiányát.
A nimzoindiai megnyitási kódja E20-tól E59-ig tart.
- E20 Nimzoindiai védelem
- E21 Nimzoindiai védelem, háromhuszáros változat
- E22 Nimzoindiai védelem, Spielmann-változat
- E23 Nimzoindiai védelem, Spielmann, 4…c5, 5.dc Hc6
- E24 Nimzoindiai védelem, Saemisch-változat
- E25 Nimzoindiai védelem, Saemisch-változat, Keresz-variáció
- E26 Nimzoindiai védelem, Saemisch-változat, 4.a3 Fxc3+ 5.bxc3 c5 6.e3
- E27 Nimzoindiai védelem, Saemisch-változat, 5…0-0
- E28 Nimzoindiai védelem, Saemisch-változat, 6.e3
- E29 Nimzoindiai védelem, Saemisch-változat, fő vonal
- E30 Nimzoindiai védelem, leningrádi változat
- E31 Nimzoindiai védelem, leningrádi változat, fő vonal
- E32 Nimzoindiai védelem, klasszikus változat
- E33 Nimzoindiai védelem, klasszikus változat, 4…Hc6
- E34 Nimzoindiai védelem, klasszikus, Noa-variáció
- E35 Nimzoindiai védelem, klasszikus, Noa-variáció, 5.cxd5 exd5
- E36 Nimzoindiai védelem, klasszikus, Noa-variáció, 5.a3
- E37 Nimzoindiai védelem, klasszikus, Noa-variáció, fő változat 7.Vc2
- E38 Nimzoindiai védelem, klasszikus, 4…c5
- E39 Nimzoindiai védelem, klasszikus, Pirc-variáció
- E40 Nimzoindiai védelem, 4.e3
- E41 Nimzoindiai védelem, 4.e3 c5
- E42 Nimzoindiai védelem, 4.e3 c5, 5.He2 (Rubinstein)
- E43 Nimzoindiai védelem, Fischer-variáció
- E44 Nimzoindiai védelem, Fischer-variáció, 5.He2
- E45 Nimzoindiai védelem, 4.e3, Bronstejn (Byrne)-variáció
- E46 Nimzoindiai védelem, 4.e3 O-O
- E47 Nimzoindiai védelem, 4.e3 O-O, 5.Fd3
- E48 Nimzoindiai védelem, 4.e3 O-O, 5.Fd3 d5
- E49 Nimzoindiai védelem, 4.e3, Botvinnik-rendszer
- E50 Nimzoindiai védelem, 4.e3 e8g8, 5.Hf3, …d5 nélkül
- E51 Nimzoindiai védelem, 4.e3 e8g8, 5.Hf3 d7d5
- E52 Nimzoindiai védelem, 4.e3, fő változat …b6-tal
- E53 Nimzoindiai védelem, 4.e3, fő változat …c5-tel
- E54 Nimzoindiai védelem, 4.e3, Gligoric-rendszer 7…dc-vel
- E55 Nimzoindiai védelem, 4.e3, Gligoric-rendszer, Bronstejn-variáció
- E56 Nimzoindiai védelem, 4.e3, fő változat 7…Hc6-tal
- E57 Nimzoindiai védelem, 4.e3, fő változat 8…dxc4 és 9…Fxc4 cxd4
- E58 Nimzoindiai védelem, 4.e3, fő változat 8…Fxc3
- E59 Nimzoindiai védelem, 4.e3, fő változat